# Гранулоциты
Гранулоци́ты, или зернистые лейкоциты, — подгруппа белых клеток крови, характеризующихся наличием крупного сегментированного ядра и присутствием в цитоплазме специфических гранул, выявляемых в световой микроскоп при обычном окрашивании. Гранулы представлены крупными лизосомами и пероксисомами, а также видоизменениями этих органоидов.
Гранулоциты — наиболее многочисленные представители лейкоцитов, их количество составляет 50—80 % всех белых кровяных клеток в крови взрослого человека. Размеры зернистых лейкоцитов колеблются от 9 до 13 мкм. Норма содержания в крови составляет от 2 до 9 тысяч гранулоцитов в кубическом миллиметре.
Гранулоциты образуются в костном мозге из общей клетки-предшественника. Индукторы гранулоцитопоэза — ИЛ-1, ИЛ-3, ИЛ-5, грануллоцитарно-моноцитарный колониестимулирующий фактор (GM-CSF) и гранулоцит-стимулирующий фактор (G-CSF). Ответ на стимуляцию выражается в виде 3—5 делений клеток-предшественниц (4 дня) и морфологическом дозревании (5 дней) — итого 9 дней.
Выходя в кровеносное русло, гранулоциты практически сразу делятся на два равных пула: активно циркулирующий и пристеночный (временно секвестированные клетки, находящиеся в состоянии прилипания к поверхности венул). Динамическое равновесие этих пулов регулируется агентами, усиливающими пристеночное стояние (хемокины, ИЛ-1, ФНО-а, ИФ-гамма) и агентами, ингибирующими пристеночное стояние (главным образом, кортикостероиды). Пристеночное стояние — это первый шаг перед выходом из кровеносного русла в ткань. Гранулоциты не проводят в крови много времени: средний полупериод циркуляции составляет 6—7 дней. После выхода в ткани гранулоциты живут в среднем 2 дня.
В зависимости от особенностей восприятия ими стандартных красителей гранулоциты делят на:
- нейтрофильные;
- эозинофильные;
- базофильные.